# 1934 en France
Chronologie de la France
- 1930
- 1931
- 1932
- 1933
- 1934
- 1935
- 1936
- 1937
- 1938

Cette page concerne l'année 1934 du calendrier grégorien.

## Événements

### Janvier
- 7 janvier, affaire Stavisky : arrestation du député-maire radical de Bayonne, Joseph Garat, impliqué par Gustave Tissier, arrêté le 25 décembre 1933, dans le scandale des faux bons de caisse du Crédit municipal[1],[2].

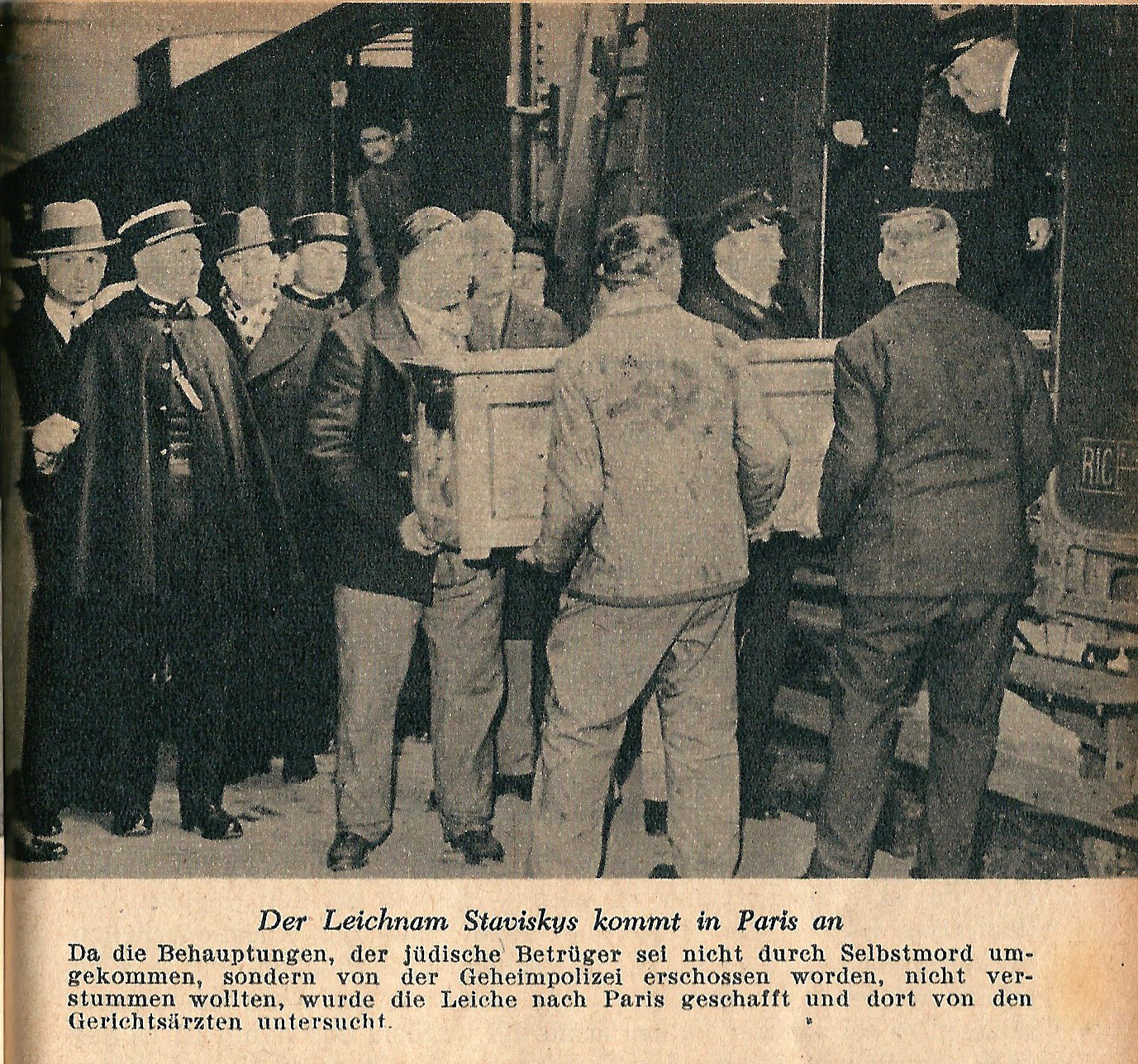
Le cercueil de Stavisky.

- 8 janvier : Alexandre Stavisky, financier et escroc accusé d’être à l’origine de l’émission des faux bons, est retrouvé mort dans un chalet de Chamonix. On ne sait pas s'il s'agit d'un suicide ou d'un assassinat[1].
- 9 janvier : le ministre des Colonies Albert Dalimier, compromis dans l'affaire Stavisky, démissionne[3].
- 10 janvier : Léon Daudet accuse dans  un article intitulé « Camille Chautemps, chef d'une bande de voleurs et d'assassins » publié dans L'Action française le président du Conseil d’avoir ordonné l’élimination de Stavisky pour couvrir son beau-frère[4]. Des manifestations de plus en plus violentes sont déclenchées par les ligues d’extrême droite.
- 11 janvier : accord commercial franco-soviétique[5].
- 12 janvier : « Assez ! » premier grand article du polémiste Henri Béraud publié dans Gringoire[6]. Sous son impulsion, le journal se politise et tend vers l’extrême droite. Son tirage passe de 100 000 à 500 000 exemplaires en 1935 puis 650 000 en 1937[7].
- 15 janvier : le Dewoitine D 332 L'Émeraude, de retour d'Indochine, s’écrase à Corbigny (Nièvre). Les dix passagers — dont le pionnier de l'aviation Maurice Noguès et le gouverneur général de l'Indochine Pierre Pasquier — sont tués. Il avait à l'aller établi un record de vitesse entre Paris et Saïgon[8].
- 24 janvier : Maurice Thorez s’aligne sur la tactique dite « classe contre classe » prônée par la direction de la Troisième Internationale ; il déclare devant le Comité Central : « Nous ne recherchons en aucun cas un accord avec la direction du parti socialiste, avec le parti socialiste, que nous considérons à juste titre comme des ennemis. Nous voulons organiser la lutte commune avec les ouvriers socialistes, malgré et contre les chefs et les organisations socialistes. »[9].
- 27 janvier : chute du président du Conseil Camille Chautemps[10].
- 30 janvier-7 février : Édouard Daladier président du Conseil[10]. Il forme un gouvernement à prédominance radicale avec le centre droit et s’engage à éclaircir l’affaire Stavisky[4].

### Février

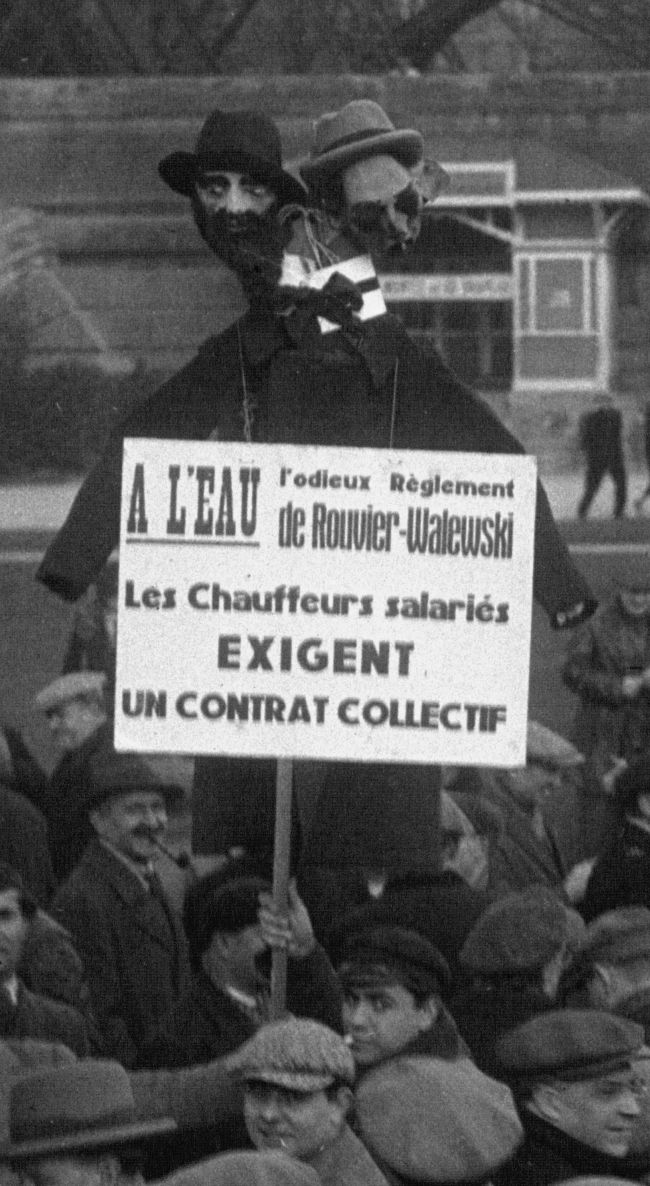
Manifestation des chauffeurs de taxis parisiens contre le règlement de Rouvier et Walewski.

- 2 février : grève des taxis parisiens pendant 32 jours ; victoire  des 25 000 chauffeurs[11].
- 3 février : le préfet de police de Paris Jean Chiappe, soupçonné de sympathie pour les ligues monarchistes, est destitué[12].

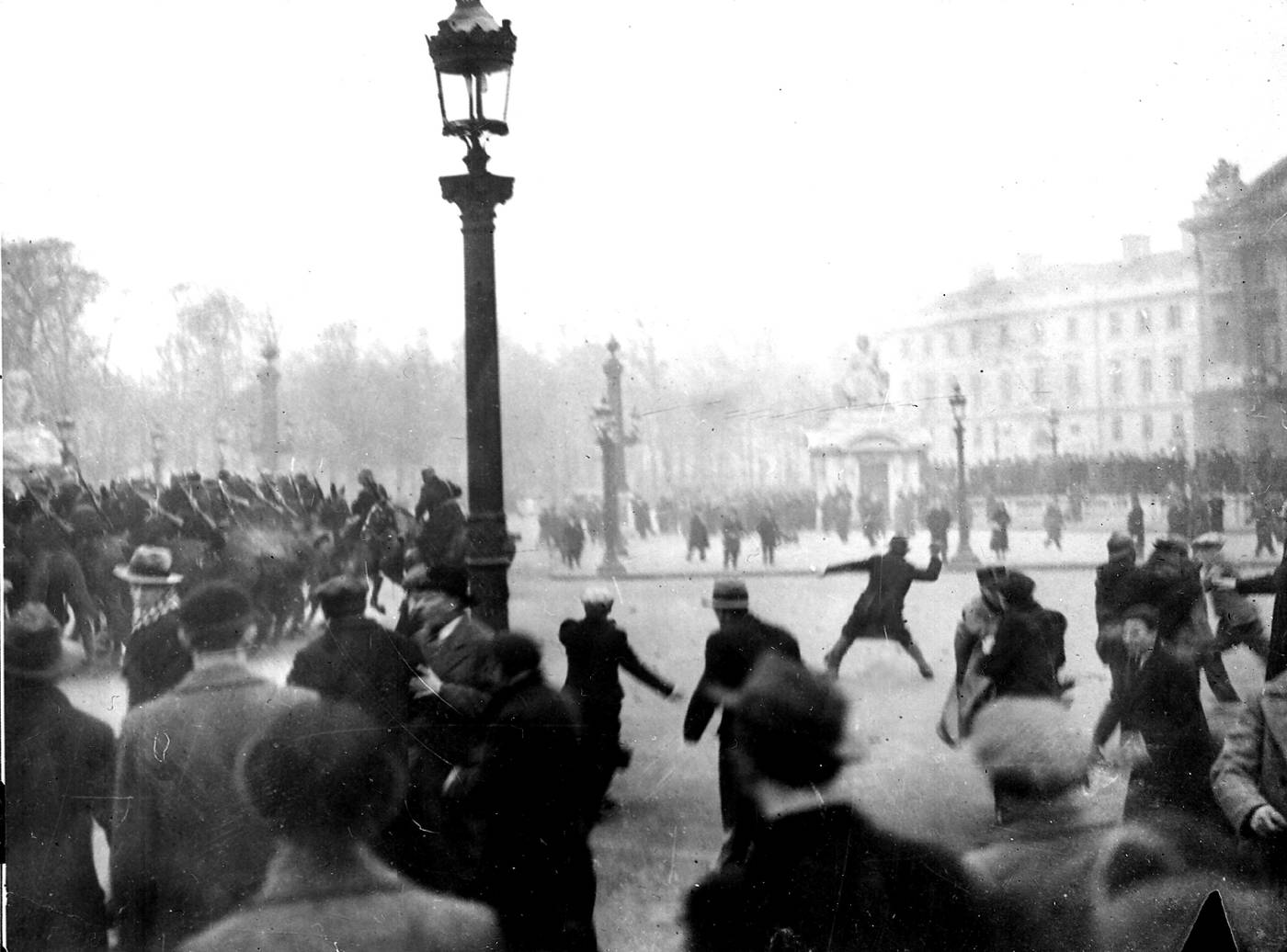
Émeute du 6 février place de la Concorde.

- 6 février : crise du 6 février 1934[1]. Les nombreuses manifestations organisées par les ligues d'extrême droite (Union nationale des combattants, Croix-de-feu, Action française, Camelots du roi, Solidarité française, Jeunesses patriotes...) dégénèrent en émeutes violentes contre le gouvernement[13]. Les gendarmes mobiles, qui gardent le pont de la Concorde, repoussent les émeutiers qui tentent de prendre d'assaut le Palais Bourbon. La police tire sur la foule. Louis Darquier est blessé. Les affrontements avec les forces de l’ordre se poursuivent jusqu'au soir et font seize morts et 328 blessés hospitalisés sur la place de la Concorde à Paris[14].
- 7 février : débats houleux à la Chambre à la suite des violentes émeutes de la veille ; le président du Conseil Édouard Daladier jette l'éponge et remet sa démission au président de le République Albert Lebrun[4].

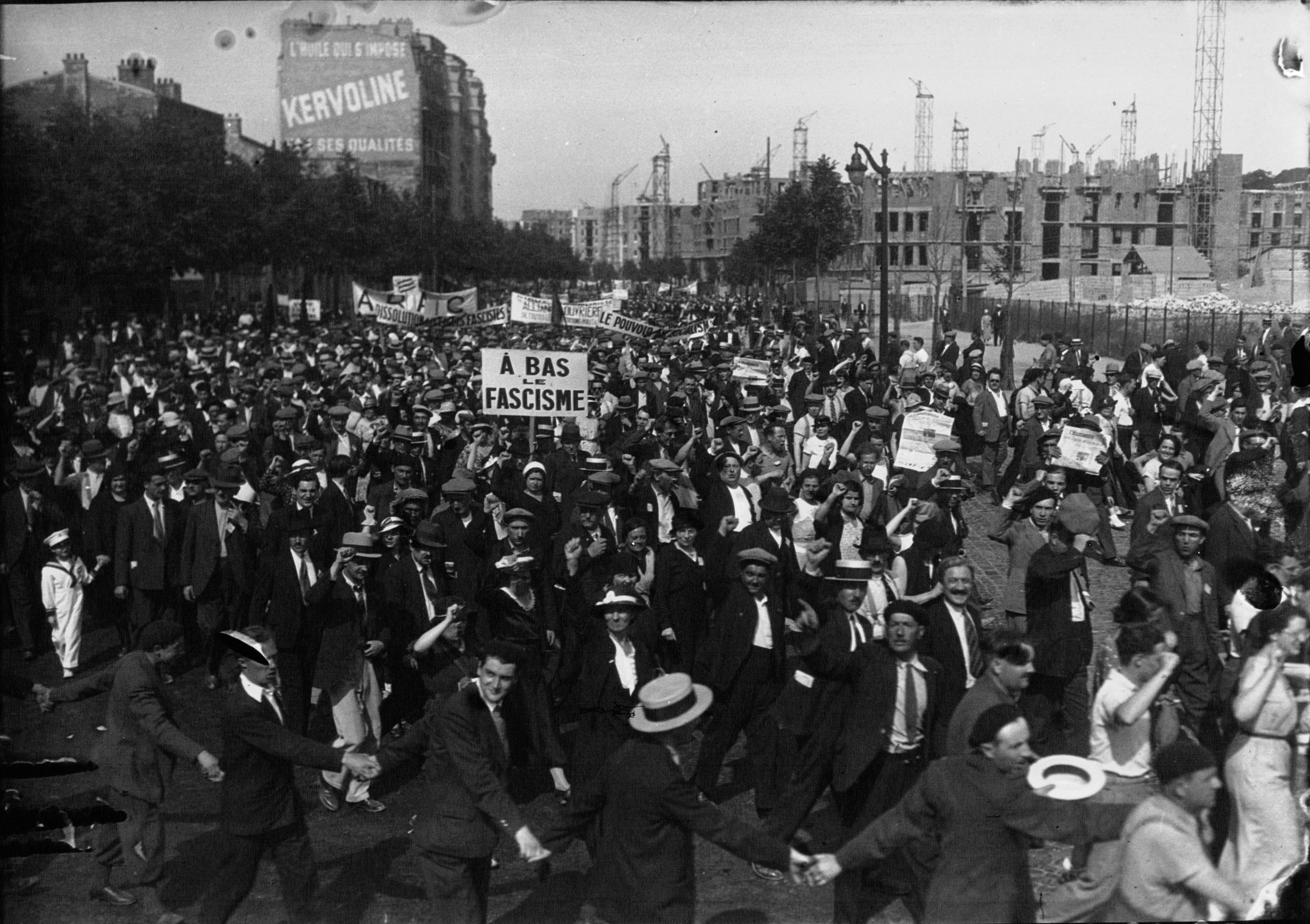
Manifestation de la SFIO en réaction à la crise du 6 février 1934.

- 7-12 février : 450 manifestations organisées par les communistes dans 356 villes en France[4],[15].
- 9 février :
  - le président Lebrun nomme l'ancien président de la République Gaston Doumergue à la présidence du Conseil[10]. Il forme un gouvernement d’union nationale qui rassemble les radicaux (Édouard Herriot) et la droite (André Tardieu et Louis Marin) mais exclut socialistes et communistes[16].
  - manifestation organisée par le parti communiste français place de la République. La répression fait neuf morts parmi les manifestants[17].
- 12 février : grève générale et manifestations antifascistes. À l’appel des syndicats et des partis de gauche, des manifestations unitaires contre le fascisme et pour la défense de la république sont organisées, à Paris de la place de la Nation à la porte de Vincennes[2],[17].
- 16 février : création d’une commission d’enquête parlementaire sur l’affaire Stavisky[18].
- 20 février : découverte du corps décapité du conseiller Albert Prince, le long d'une voie ferrée à la Combe-aux-Fées près de Dijon. Chef de la section financière du parquet de Paris, il avait enquêté sur Alexandre Stavisky. Les circonstances de sa mort (suicide ou assassinat) ne sont toujours pas élucidées[19].

### Mars
- 5 mars : « Appel aux travailleurs » du Comité de vigilance des intellectuels antifascistes constitué le 3 mars[4].
- 15 mars : création de la commission Marchandeau, qui tient sa première séance le 21 mars. Cette commission parlementaire est constituée par le nouveau gouvernement sur la réforme des institutions de la IIIe République, jugées trop instables pour faire face aux défis que traverse la France[20].
- 10 mars : incendie de l'église Saint-Nicaise de Rouen, connue à cet emplacement depuis le VIIe siècle, reconstruite au XVIe siècle[21].
- 24 mars : Citroën présente aux concessionnaires principaux sa première automobile traction avant, la 7 CV puis le 18 avril à la presse[22]. Produite en grande série, elle est remarquable par son fameux moteur flottant, sa carrosserie monocoque et le fait de regrouper la mécanique et la transmission à l'avant, d'où son surnom de « Traction Avant ». Cette voiture techniquement révolutionnaire, a été conçue en une seule année par l'équipe de l'ingénieur André Lefebvre, transfuge de chez Renault[23]. Véhicule de légende, voiture officielle de la présidence de la République, elle sera déclinée en une vingtaine de modèles différents et produite pendant 23 ans.

### Avril

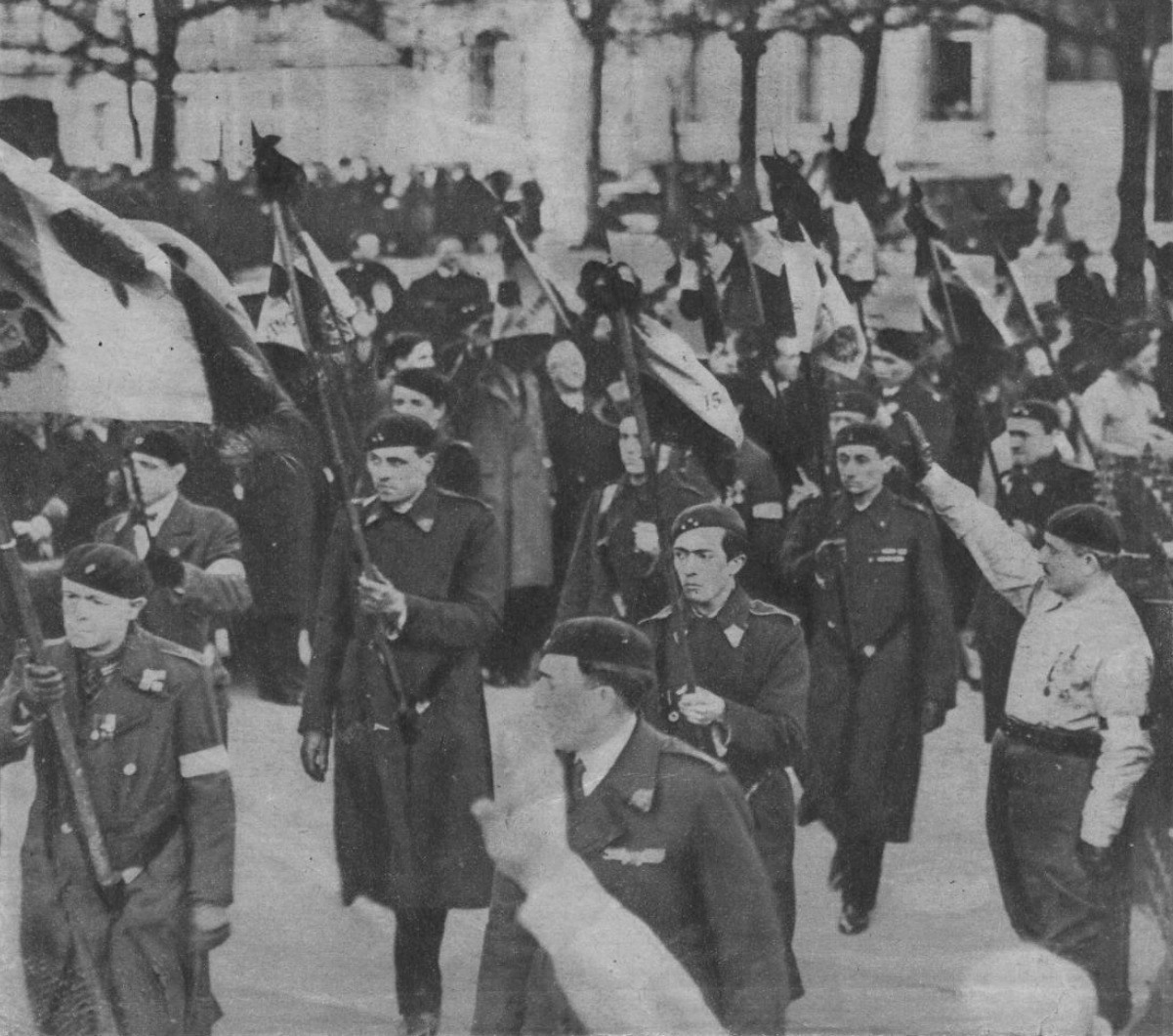
Manifestations fascistes à Paris, Regards, 27 avril 1934.

- 4 et 14 avril : décrets-lois visant à réduire le déficit budgétaire en application de la loi de finance du 28 février 1934[24] ; réorganisation administrative (décret du 10 mai portant suppression de cinq trésoreries générales et de douze recettes particulières et de leurs recettes affectées[25]), coupes budgétaires (réduction du montant des pensions à 50 % du traitement d'activité, suppression du cumul des rémunérations), hausse fiscale (institution d'une retenue de 3 % sur les pensions de guerre, la retraite du combattant et le salaire des fonctionnaires[26])[27].
- 6 avril : constitution de la Ligue Française de rugby à XIII[28].
- 9 avril : le communiste Jacques Doriot appelle à l’unité d’action avec les socialistes contre les fascistes dans une lettre adressée à l'Internationale Communiste[4] ; le 20 avril il démissionne de son poste de maire de Saint-Denis mais est réélu avec 75,9 % le 6 mai[29].
- 17 avril : répondant à la Grande-Bretagne, le gouvernement Doumergue refuse le réarmement de l’Allemagne et assure désormais sa défense par ses propres moyens[30].

### Mai
- 11 mai-13 mai : épuration du Parti radical-socialiste à la suite de l’affaire Stavisky[31].
- 15 mai : le ministre du travail Adrien Marquet présente un plan de relance de 10,5 milliards de francs en cinq ans. Le Plan Marquet prévoit un programme de grands travaux destinés à lutter contre le chômage[32],[33].
- 25 mai : trois cent paysans réunis à l'appel de la Confédération générale des paysans travailleurs (CGPT) ne parviennent pas à éviter l'expropriation d'un fermier de Tréglamus dans les Côtes-du-Nord ; l'affaire est médiatisée par la presse communiste quand Waldeck Rochet, nouveau responsable de la section agraire du PCF, se rend sur place entre le 30 mai et le 4 juin[4].

### Juin

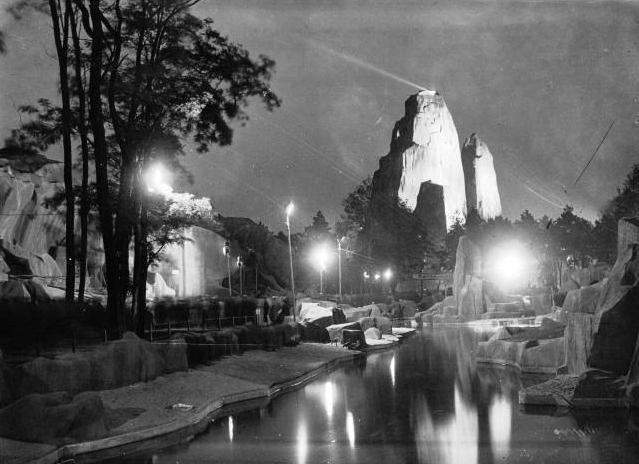
Le zoo de Vincennes en 1934. Illuminations nocturnes.

- 2 juin : inauguration du parc zoologique de Vincennes par le président de la République Albert Lebrun[34].
- 23-26 juin : conférence nationale du PCF à Ivry  ; il abandonne la thèse du « social-fascisme » et appelle à l’unité d’action avec la SFIO contre le fascisme[35].
- 27 juin : Jacques Doriot, réélu à Saint-Denis, est malgré tout exclu du Parti communiste[35].

### Juillet
- 5 juillet : la Chambre approuve le plan Marquet[36].
- 6 juillet : loi portant une réforme fiscale menée par le ministre des finances Louis Germain-Martin[37]. Elle supprime de nombreuses taxes, simplifie les règles d'assiette des impôts subsistants et en unifie les taux. Elle transfère le produit de la redevance des mines aux collectivités locales et renforce le contrôle de l'administration des domaines sur les prises à bail[27].
- 10 juillet : loi relative aux conditions de délivrance et à l'usage du titre d'ingénieur diplômé[38].
- 19 juillet : loi restreignant les droits professionnels des étrangers naturalisés par rapport à leurs droits politiques ; elle pose une interdiction d'accès pendant dix ans aux fonctions publiques rétribuées par l’État, aux offices ministériels et aux barreaux[39].
- 20 juillet : fondation du Front paysan[40].
- 27 juillet : pacte d'unité d’action entre la SFIO et le PCF[35].
- 28 juillet : accords franco-allemands sur le règlement des intérêts des emprunts Dawes et Young[41].

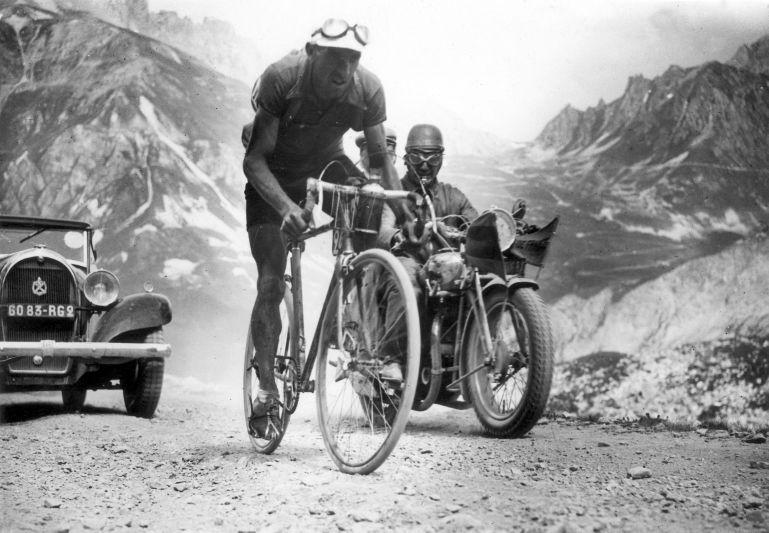
Federico Ezquerra dans la montée du col du Galibier en 1934.

- 29 juillet : Antonin Magne remporte le Tour de France[42].

### Août
- 3-5 août : émeute antijuives à Constantine ; des affrontements sanglants opposant Juifs et Arabes font vingt-huit morts, dont vingt-cinq juifs et trois musulmans[43].
- 8 août : décrets d'expulsion de 77 mineurs polonais pour grève dans le Nord-Pas-de-Calais[44].

### Septembre
- 1er septembre : lancement de L’Étudiant noir à Paris[45].
- 3 septembre : arrestation à Monastir des principaux leaders nationalistes tunisiens du Néo-Destour dont Habib Bourguiba par le nouveau résident général Marcel Peyrouton[46]. Des émeutes éclatent aussitôt partout dans le pays. Elles sont particulièrement violentes à Moknine où trois émeutiers et un gendarme indigène sont tués les 8 et 9 septembre[47].

### Octobre

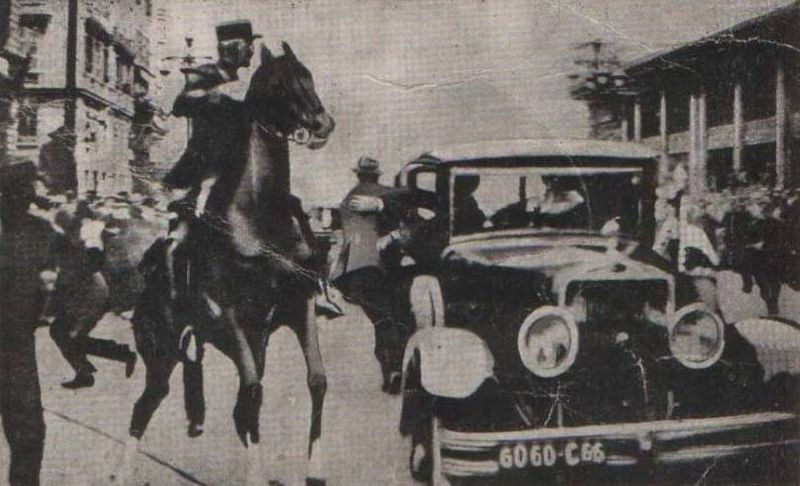
Assassinat du roi Alexandre Ier et de Louis Barthou.

- 9 octobre : assassinat d'Alexandre Ier de Yougoslavie à Marseille par un Macédonien lié à l’organisation séparatiste croate Oustachis, avec le ministre français des Affaires étrangères Louis Barthou[13].
- 12 octobre : Le Dernier Milliardaire, film de René Clair[48].
- 24 octobre : ouverture congrès du Parti radical-socialiste à Nantes. Maurice Thorez appelle à la formation d’un Front populaire[35]. Le 28 octobre Édouard Daladier dénonce les « Deux cents familles [...] maîtresses de l'économie française et, en fait, de la politique française »[49].

### Novembre
- 2 novembre : création de la Société Industrielle de Mécanique et Carrosserie Automobile à l'origine de la marque Simca[50].
- 8 novembre : le Conseil des ministres adopte le projet de réforme de l'État de Gaston Doumergue. Devant le refus des radicaux qui réagissent en quittant le gouvernement, le président du Conseil Gaston Doumergue démissionne et le projet de loi constitutionnelle est abandonné[51].
- 13 novembre : Pierre-Étienne Flandin président du Conseil[10]. Il forme un gouvernement avec les radicaux et les modérés.
- 26 novembre : une météorite tombe dans le Nord, à Bettrechies, près de la frontière belge[52].
- 28 novembre : 20 000 militants du Front paysan défilent à Paris pour participer à un grand meeting salle Wagram[40]

### Décembre
- 2 décembre : premier concert à l'École normale de musique, rue Cardinet à Paris du Quintette du Hot Club de France fondé par Django Reinhardt et Stéphane Grappelli[53].
- 5 décembre : Pierre Laval, ministre des Affaires étrangères signe à Genève avec son homologue soviétique Maxim Litvinov un protocole en vue du respect rigoureux du pacte de l’Est[54].
- 8 décembre : Arènes Joyeuses ou « Zou, le Midi Bouge », opérette de Vincent Scotto, est créée à l'Alcazar de Paris. Alibert chante Adieu, Venise provençale[55].
- 14 décembre : sortie de Maria Chapdelaine, film de Julien Duvivier[56].
- 15 décembre : publication d'un nouveau code des impôts[27].
- 21 décembre : le tribunal de commerce prononce la liquidation judiciaire de Citroën ; le principal créancier, Michelin, reprend la marque[23].
- 23 décembre : loi sur la carte d'identité fiscale, instituée pour combattre la fraude au nom des « libertés individuelles », qui ne voit jamais le jour face à l’administration[57].
- 24 décembre :
  - loi sur l'assainissement du marché du blé ; retour à la liberté complète du marché[58]
  - condamnée à mort pour l’assassinat de son père et la tentative d’assassinat de sa mère le 11 octobre, Violette Nozière est graciée. Sa peine est commuée en détention à perpétuité[59].

## Naissances en 1934
- 8 janvier : Jacques Anquetil,  coureur cycliste. († 18 novembre 1987).
- 14 janvier : Pierre Darmon, fameux joueur de tennis.
- 27 janvier : Édith Cresson, femme politique, ancien Premier ministre.
- 23 février : Jacques Séguéla, publicitaire.
- 15 juin : Guy Bedos, acteur et humoriste français († 28 mai 2020).
- 20 juin : Georges Lemoine, homme politique français. († 25 juillet 2025).
- 25 juin : Jacques Monory, peintre.
- 28 juin : Georges Wolinski, dessinateur humoristique.
- 1er juillet : Claude Berri, réalisateur, acteur, producteur et scénariste de cinéma. († 12 janvier 2009).
- 15 août : Nino Ferrer, chanteur, auteur-compositeur français († 13 août 1998).
- 16 août : Pierre Richard, acteur français.
- 25 août : Roger Romani, homme politique français († 20 février 2025).
- 28 septembre : Brigitte Bardot, actrice et chanteuse.
- 27 octobre : Robert Capia, acteur et antiquaire français († 1er octobre 2012).

## Décès en 1934
- 4 juillet : Marie Curie (°1867)
- 9 octobre : Louis Barthou (°1862)
- 15 octobre : Raymond Poincaré (°1860)
- 30 novembre : Hélène Boucher (°1908) aviatrice lors d'un vol d'entraînement ; à 26 ans, elle venait de battre le record du monde de vitesse sur 1 000 kilomètres.